# Biegus zmienny
Biegus zmienny (Calidris alpina) – gatunek ptaka z rodziny bekasowatych (Scolopacidae). Wśród biegusów jest najpospolitszy i najliczniejszy.

## Występowanie
Biegus zmienny zamieszkuje w zależności od podgatunku:
- Calidris alpina arctica – północno-wschodnia Grenlandia, prawdopodobnie także Svalbard. Zimuje głównie w północno-zachodniej Afryce.
- Calidris alpina schinzii – południowo-wschodnia Grenlandia, Islandia, Wyspy Owcze i Wyspy Brytyjskie po południową Skandynawię i kraje basenu Morza Bałtyckiego. Bardzo nielicznie gnieździł się w północnej Polsce do początku XXI w. Zimuje w południowej Europie i północno-zachodniej Afryce.
- Calidris alpina alpina – Laponia i północna Rosja na wschód po rejon półwyspu Tajmyr i rzekę Jenisej. Zimuje od Europy Zachodniej i basenu Morza Śródziemnego po Indie. W Polsce spotykany na przelotach.
- Calidris alpina centralis – północno-wschodnia Syberia od półwyspu Tajmyr do delty Kołymy. Zimuje we wschodniej części basenu Morza Śródziemnego, nad Morzem Czerwonym i dalej na wschód po Azję Południową.
- Calidris alpina sakhalina – od Kołymy po Półwysep Czukocki. Zimuje na Dalekim Wschodzie.
- Calidris alpina actites – północny Sachalin. Zimuje prawdopodobnie w Azji Wschodniej.
- Calidris alpina kistchinskii – północne wybrzeża Morza Ochockiego i Góry Koriackie przez Kamczatkę po północne Kuryle. Zimuje w Azji Wschodniej.
- Calidris alpina arcticola – północno-zachodnia Alaska, północna część Półwyspu Seward i północno-zachodnia Kanada. Zimuje na Dalekim Wschodzie.
- Calidris alpina pacifica – południowo-zachodnia Alaska i południe Półwyspu Seward. Zimuje w zachodniej części USA i zachodnim Meksyku.
- Calidris alpina hudsonia – środkowa Kanada. Zimuje na wschodnich wybrzeżach USA i prawdopodobnie we wschodnim Meksyku.

W Wielkiej Brytanii to gatunek osiadły. Na zimowiskach natomiast zbierają się w ogromne, liczące tysiące osobników stada, zwłaszcza na wybrzeżach.
W Polsce spotyka się na przelotach w marcu–maju i lipcu–listopadzie dwa podgatunki – C. a. schinzii i C. a. alpina pochodzący z terenów położonych dalej na północ. Dawniej także gniazdował. Jeszcze na początku lat 80. liczebność populacji lęgowej na terenie kraju oceniano na 80–100 par. W końcu XX w. odnotowywano nieliczne lęgi C. a. schinzii na Bagnach Biebrzańskich, przy ujściu Redy do Zatoki Puckiej (rezerwaty przyrody „Beka” i „Mechelińskie Łąki”), na wyspach w delcie Świny i nad jeziorem Łebsko. Ostatni potwierdzony lęg w Polsce miał miejsce w 2004 roku w rezerwacie „Beka”; w roku 2010 w tym samym rezerwacie odnotowano ostatnie obserwacje ptaków tego podgatunku interpretowane jako prawdopodobne gniazdowanie.

## Morfologia

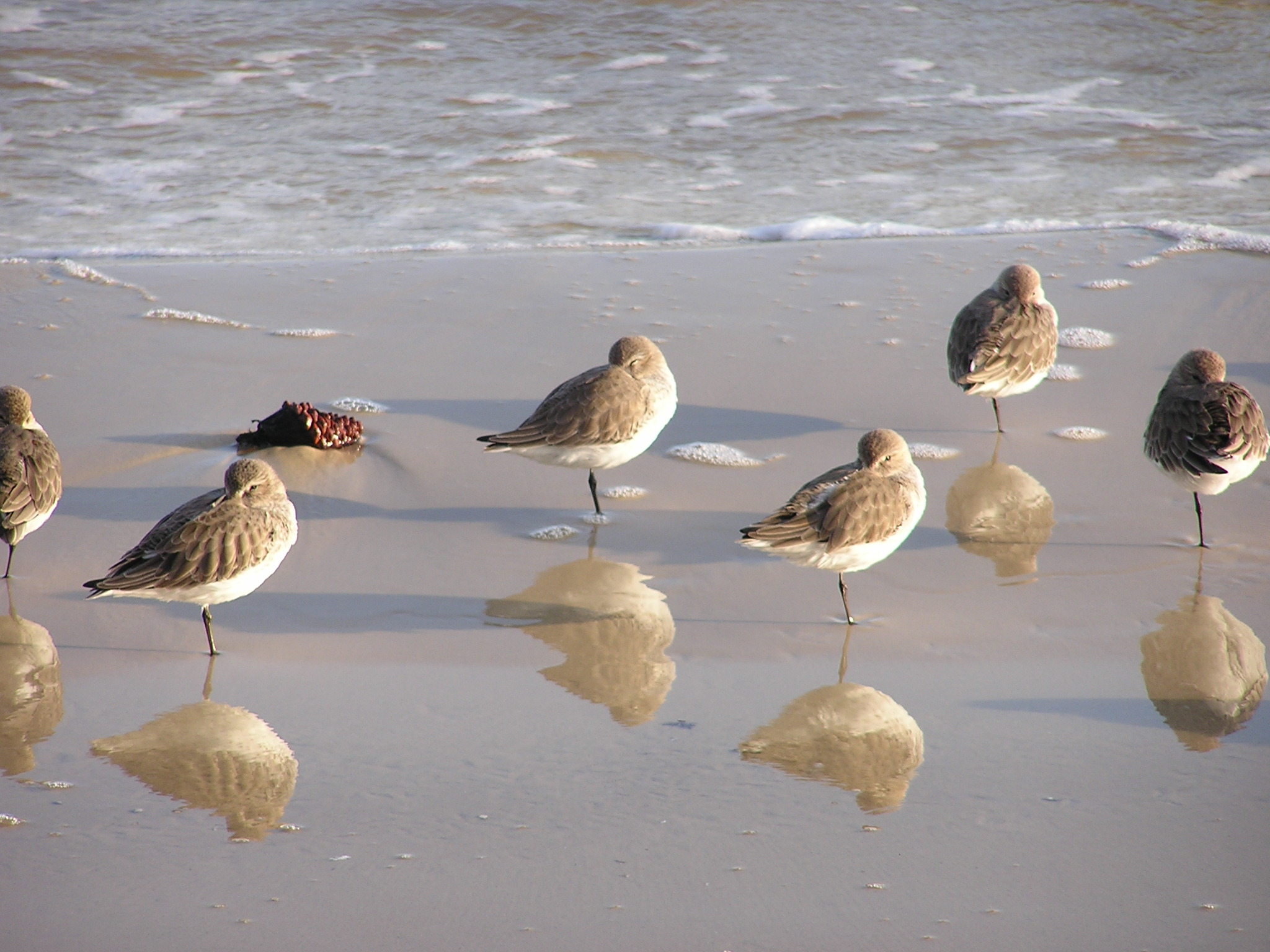
W upierzeniu spoczynkowym, Missisipi

WyglądBiegus zmienny wielkością dorównuje szpakowi. Krępy, ma stosunkowo krótką szyję oraz czarne nogi. Samice są nieco większe od samców, jednak obie płcie ubarwione są podobnie. Samiec ma zwykle rdzawą plamę na karku, poza tym jest jaskrawszy. W szacie godowej wierzch ciała rdzawobrązowawy z ciemnymi plamkami. Gardło i wole jasne z ciemnymi, podłużnymi kreskami. Na piersi i brzuchu czarna plama, boki, tył brzucha i podogonie białe. Dziób czarny, lekko wygięty w dół i większy od głowy. W szacie spoczynkowej wierzch szarosiwy, a spód biały. Jedynie na piersi i gardle czarne kreski. Młodociane podobne do osobników dorosłych, lecz pozbawione czarnej plamy na spodzie. Brzuch mają szarożółty, podłużnie prążkowany z przodu, a poprzecznie z tyłu i dwie czarne plamy na jego bokach. Wierzch ciemny z rdzawobrązowymi i białymi obrzeżeniami piór. Głowę i pierś mają żółtobrązową.
W locie przez skrzydła można zaobserwować biały pas, widać też białe obrzeżenie kupra. Sterówki są szarobrązowe, czarne u nasady. Poza tym środkowa para piór jest nieco dłuższa.
C. a. arctica jest najmniejszy, najciemniejszy i ma najkrótszy dziób. C. a. pacifica i C. a. hudsonia są największe, najjaśniejsze i posiadające najdłuższe dzioby. W szacie spoczynkowej grzbiet rdzaworudy u C. a. alpina, żółtawy u C. a. schinzii i czerwonawożółty u C. a. arctica. W terenie trudno jest je od siebie odróżnić. Młode w szacie juwenalnej mają jasne obrzeżenia piór na grzbiecie, gardło brązowawe, natomiast szyja, pierś i brzuch mają czarno kreskowane.
Wymiary średniedługość ciała ok. 16–22 cm
rozpiętość skrzydeł ok. 32–40 cm
masa ciała ok. 33–85 g

## Ekologia i zachowanie

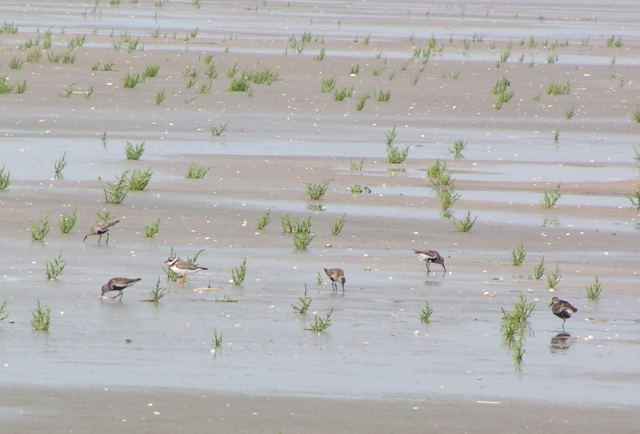
Grupowe żerowanie

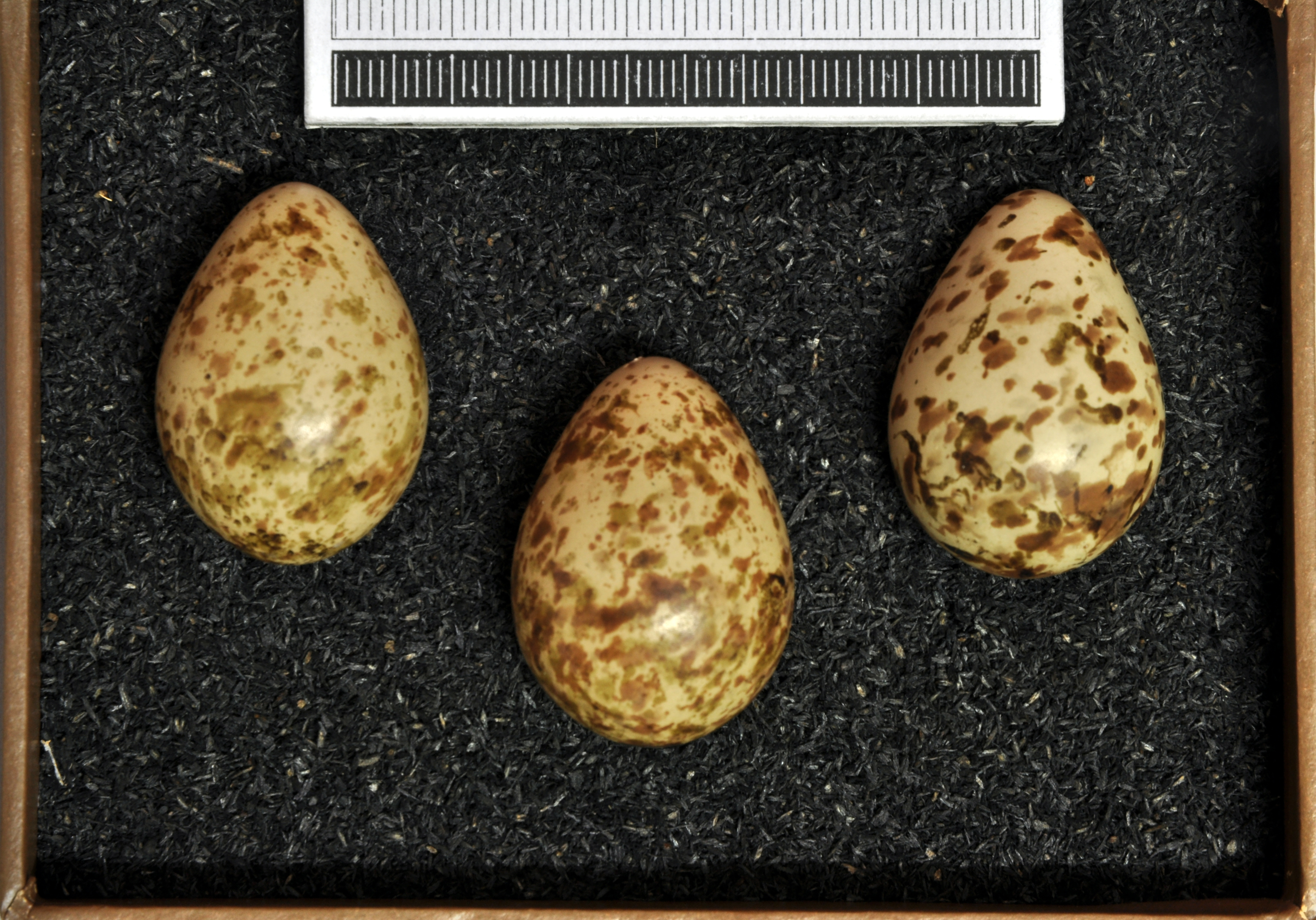
Jaja z kolekcji muzealnej

Lecąc w stadach, mogą wykonywać czasem gwałtowne zwroty.
GłosWydaje w locie brzęczące i zgrzytliwe „czrrrit”. Stada wydają bardzo charakterystyczny dźwięk – jest to gadatliwe, perliste i gardłowe „plip-ip-ip”. Często jest ten dźwięk nazywany jest „pogaduszkami”. Piosenka w locie tokowym to wysilone „rriuii-rriuii-rriurii”, przechodzące w lekko opadający trel.
BiotopTundra, torfowiska i bezdrzewne tereny podmokłe. W Skandynawii spotkać go można w piętrze alpejskim tamtejszych gór. Poza sezonem godowym preferują wybrzeża wód, zarówno słodkich jak i słonych. Rzadziej spotkać go można w głębi lądu, ale zalatuje tam regularnie.
TokiPo powrocie na tereny lęgowe, od marca do maja, samiec krąży nad wybranym terenem w nierównym locie. Czasem siada na podwyższeniu i zaczyna swoje niskie trele. Zrywa się nagle do pionowego lotu, po czym z powrotem spada. Dla swojej przyszłej partnerki szykuje parę gniazd. Samica wybiera najlepsze i wyścieła je trawą, mchem i liśćmi.
GniazdoNa ziemi ze skąpą wyściółką, pod osłoną roślin zielnych, czasem krzewów w trudno dostępnym miejscu.
JajaW ciągu roku wyprowadza jeden lęg, składając w maju–lipcu 4 jaja o rozmaitym ubarwieniu (najczęściej oliwkowym lub brązowym).
Okres lęgowyJaja wysiadywane są przez okres 16–22 dni przez obydwoje rodziców. Oba dorosłe ptaki zajmują się też młodymi, choć więcej czasu poświęcają temu samce. Pisklęta mają jasnożółty puch z czarnymi pasami i rzędami jasnych kropek. U biegusów obserwowane było „adoptowanie” obcych ptaków, zarówno przez pary posiadające już potomstwo, jak i przez te, które go jeszcze nie mają. Odnotowano też zaskakujące zachowania samic, które przedwcześnie opuszczały swoje młode, nie czekając za nimi. Pisklęta usamodzielniają się po 4 tygodniach. Odloty następują od końca lipca aż po październik. W Niemczech setki tysięcy ptaków można zobaczyć wtedy nad Morzem Wattowym, gdzie się przepierzają.
PożywienieDrobne bezkręgowce, m.in. robaki, ślimaki, małże, skąposzczety, larwy komarów i skorupiaków, oraz zielone części roślin. Szukają go w miękkim mulistym podłożu.

## Status i ochrona
Międzynarodowa Unia Ochrony Przyrody (IUCN) od 2024 roku uznaje biegusa zmiennego za gatunek bliski zagrożenia (NT, Near Threatened); wcześniej klasyfikowany był jako gatunek najmniejszej troski (LC, Least Concern). Organizacja BirdLife International w 2024 roku szacowała liczebność populacji na 3–7 milionów dorosłych osobników. Globalny trend liczebności populacji oceniany jest jako umiarkowanie spadkowy, choć niektóre populacje są stabilne, a u niektórych trend nie jest znany. Gatunek wymieniony w załączniku I Dyrektywy ptasiej.
W Polsce podlega ścisłej ochronie gatunkowej, wymaga ochrony czynnej. Na Czerwonej liście ptaków Polski uznany za wymarły regionalnie (dotyczy populacji lęgowej). W Polsce dziś spotyka się stada liczące nawet kilkaset osobników w trakcie wędrówki jesiennej.
Zagrożeniami dla tego gatunku są osuszanie podmokłych łąk lub szybkie ich zarastanie trzciną i niszczenie terenów lęgowych, a dla ptaków wędrujących – ubywanie naturalnych plaż i ich nadmierna penetracja przez ludzi.